# Avatar 4
Avatar 4 ist ein angekündigter US-amerikanischer Science-Fiction-Film von James Cameron. Es handelt sich um den vierten Teil der Avatar-Filmreihe und die Fortsetzung von Avatar: Fire and Ash (2025). In den Hauptrollen spielen erneut Sam Worthington und Zoe Saldaña. Das Drehbuch schrieb Cameron zusammen mit Josh Friedman. Der Film soll am 21. Dezember 2029 von 20th Century Studios veröffentlicht werden.

## Produktion

### Entwicklung
Am 31. Juli 2017 wurde verkündet, dass das neuseeländische Visual-Effekte-Studio Weta Digital begonnen hat, an den Avatar-Fortsetzungen zu arbeiten. Cameron bemerkte, dass Avatar: The Tulkun Rider ein möglicher Titel für den Film ist. Im Januar 2023 bestätigte Cameron, dass Avatar 4 und 5 realisiert werden, wenn Avatar: The Way of Water profitabel ist.

### Besetzung
Sam Worthington und Zoe Saldana wurden im Januar 2010 bestätigt, ihre Rollen in den Fortsetzungen erneut zu übernehmen. Cameron erklärte auch, dass Sigourney Weaver beteiligt sein würde. Im August 2017 verkündete Cameron in einem Interview mit Empire, dass Stephen Lang nicht nur als Colonel Miles Quaritch in allen Sequels zurückkehren wird, sondern auch der Hauptbösewicht in allen vier Teilen sein wird.
Für die Teile 3 bis 5 wurden zudem neue Darsteller gecastet, etwa David Thewlis, der einen noch unbenannten Na'vi-Charakter darstellen wird, sowie Oona Chaplin als Varang, eine Na'vi, und Michelle Yeoh als Dr. Karina Mogue, eine menschliche Wissenschaftlerin.

### Dreharbeiten
Die Dreharbeiten zu allen vier Filmen sollten parallel am 25. September 2017 in Manhattan Beach, Kalifornien beginnen. Cameron räumte jedoch ein, dass die Dreharbeiten zu Avatar 4 und 5 erst nach Abschluss der Post-Produktion der ersten beiden Sequels beginnen würden. Nichtsdestotrotz verkündete Produzent Jon Landau im Februar 2019, dass einige Szenen für Avatar 4 bereits zusammen mit den Vorgängern aufgenommen wurden. Landau präzisierte später, dass bereits ein Drittel von Teil 4 aus „logistischen Gründen“ abgedreht wurde. Es mussten insbesondere Szenen mit den Kinderdarstellern vorab gedreht werden, hierzu Cameron: „Ich musste die Kids vorziehen. Sie altern in der Mitte des Films um sechs Jahre. Also brauchte ich alles davor – alles was danach kommt, machen wir später.“ Am 9. September 2022 wurde bei der D23 Expo von Landau verkündet, dass die offiziellen Dreharbeiten zu Avatar 4 begonnen hätten.
Es wird erwartet, dass Avatar 4 der erste Film der Avatar-Reihe sein wird, der nicht in traditionellem Dolby Digital aufgenommen wird, sondern auf Dolby Surround 7.1 setzen wird. Langfristig soll die Technik Dolby Digital in den Kinos ab 2028 ersetzen.

## Filmmusik
Im August 2021 verkündete Landau, dass Simon Franglen die Filmmusik für die Avatar-Sequels komponieren wird.

## Veröffentlichung
Die Veröffentlichung von Avatar 4 wurde zunächst für den 18. Dezember 2026 angekündigt, ehe der US-amerikanische Starttermin auf den 21. Dezember 2029 verschoben wurde. Am Tag zuvor soll der Film in die deutschen Kinos kommen.

## Fortsetzungen
Der fünfte Avatar-Film soll am 19. Dezember 2031 erscheinen. In einem Interview mit ABC News Australia sagte Cameron, dass er nicht sicher sei, ob er beim Film Regie führen werde. 2022 verriet Cameron, dass er bereits Pläne für einen sechsten und siebten Film hätte und diese umsetzen würde, wenn es dafür eine Nachfrage gebe.